# Frattaminore
Frattaminore ist eine Gemeinde mit 15.367 Einwohnern (Stand 31. Dezember 2023) in der Metropolitanstadt Neapel, Region Kampanien.
Die Nachbarorte von Frattaminore sind Cardito, Crispano, Frattamaggiore, Orta di Atella (CE), Sant’Arpino (CE) und Succivo (CE).

## Bevölkerungsentwicklung
Zwischen 1991 und 2001 stieg die Einwohnerzahl von 13.873 auf 15.072. Dies entspricht einem prozentualen Zuwachs von 8,6 %.